# ГЕС Сейтеваре
ГЕС Сейтеваре (швед. Seitevare) — гідроелектростанція на півночі Швеції. Знаходячись перед ГЕС Паркі, становить верхній ступінь каскаду на Лілла-Лулеельвен, найбільшій (правій) притоці річки Лулеельвен, яка впадає у Ботнічну затоку Балтійського моря біля міста Лулео.

## Характеристика
У межах проекту річку перекрили кам'яно-накидною греблею висотою 106 метрів (один з найбільших показників у Швеції) та довжиною 1450 метрів. Вона утримує велике водосховище Tjaktjajaure з припустимим коливанням рівня поверхні в діапазоні 34,5 метра (між позначками 442 та 477 метрів НРМ), що дає змогу здійснювати накопичення ресурсу для роботи всього розташованого нижче каскаду (включаючи нижню частину каскаду на Лулеельвен). За своїм корисним об'ємом — 1675 млн м3 — Tjaktjajaure становить третє за розміром водосховище в країні.
Підземний машинний зал станції споруджений біля греблі у лівобережному масиві. Він обладнаний однією турбіною типу Френсіс потужністю 225 МВт, яка при напорі у 182 метри забезпечує виробництво 850 млн кВт-год електроенергії на рік.
Відпрацьована вода повертається у річку по відвідному тунелю довжиною 5,2 км, який на своєму шляху проходить під руслом самої Лілла-Лулеельвен, а на завершальному етапі переходить у відкритий канал довжиною 0,5 км.
Диспетчерський центр для управління всім каскадом компанії Vattenfall на Лулеельвен знаходиться у Vuollerim, де розташована ГЕС Порсі.